# NGC 3873
NGC 3873 is een elliptisch sterrenstelsel in het sterrenbeeld Leeuw. Het hemelobject werd op 8 mei 1864 ontdekt door de Duits-Deense astronoom Heinrich Louis d'Arrest.

## Synoniemen
- UGC 6735
- MCG 3-30-106
- ZWG 97.137
- KCPG 300A
- PGC 36670